# Gabriel Pinson
Pour les articles homonymes, voir Pinson (homonymie).
Gabriel Pinson, né le 31 mai 1835 à Joinville-le-Pont, où il meurt le 20 juin 1888, est un homme politique français, maire de la commune de Joinville-le-Pont de 1878 à sa mort.

## Maire de Joinville-le-Pont
Gabriel Charles Eugène Pinson naît le 31 mai 1835 à Joinville-le-Pont, commune alors dans le département de la Seine (actuellement dans le Val-de-Marne).
Il est le petit-fils de Laurent-François Pinson (1755–1814) et le fils de Laurent-Nicolas Pinson (1788-1867), tous deux marchands de bois et qui sont maires de la même commune. Le premier est l'un des fondateurs de la commune, officier municipal puis maire de La Branche-du-Pont-de-Saint-Maur (1800-1814). Le second est celui qui donne à la commune son nom actuel de Joinville-le-Pont en 1831.
Élu pour la première fois en 1878, Gabriel Pinson succède à Louis-Ferdinand Rousseau, chef de l'institution du Parangon à Joinville-le-Pont, qui avait succédé en 1875 à Auguste Courtin, mort en cours de mandat.
Gabriel Pinson est réélu en 1881, 1884 et 1888. Comme son grand-père, il meurt en fonction le 20 juin 1888.
Pendant la totalité de son mandat, il aura comme premier adjoint Eugène Voisin (1834-1914), qui lui succèdera comme maire de Joinville-le-Pont (1888-1912). Les deuxièmes adjoints seront J. Marchais (1878-1879), F. Couppé (1879-1881), P. Gosset (1881-1884), N. Chéret (1884-1888).

## Construction du quartier de Polangis
C’est sous le mandat de Gabriel Pinson que la zone de Polangis sur la rive gauche de la Marne, jusqu’ici pratiquement non habitée, va devenir le principal quartier pavillonnaire de Joinville-le-Pont. Elle avait été, en 1870, le théâtre d’une bataille meurtrière entre les forces françaises et prussiennes.
Le château de Polangis, qui appartenait aux héritiers d’Eugène Courtin, ancien maire, est vendu par eux en 1881. En 1883, un lotissement est réalisé dans le parc du château, et le bâtiment du château sera démoli en 1902. 
En 1886, un canal, appelé également ru de Polangis (ou Petit bras) est creusé, pour attirer les canotiers parisiens et les inciter à acheter les parcelles mises en vente.

## Sources
- Basile Nivelet, Joinville-le-Pont, F. Huby, 1910
- Georges Bousquié, Voici Joinville, Bleu éditions, 1964
- Base de données des maires de France, Maires GenWeb
- Ville de Joinville-le-Pont, Joinville-le-Pont a 150 ans, 1981
- Michel Riousset, Joinville et ses quartiers de la Marne : 8 siècles d'Histoire, ASEP, Joinville-le-Pont, s. d.